# Disneyland Paris
Disneyland Paris este o stațiune de vacanță și de recreere în Marne-la-Vallée, un oraș nou aflat în zona de est a Parisului, Franța. Complexul este situat la 32 km (20 mile) distanță de centrul Parisului și se află în cea mai mare parte în comuna Chessy, Seine-et-Marne.
Disneyland Paris cuprinde două parcuri tematice, un centru comercial, districtul de mese și de divertisment și șapte hoteluri aflate în proprietatea Disney. De la deschiderea sa din 12 aprilie 1992, acesta a fost al doilea parc Disney care s-a deschis în afara Statelor Unite (după Tokyo Disney Resort) și primul care a fost deținut și operat de Disney.
Disneyland Paris este deținut și operat de compania franceză Euro Disney S.C.A. , o companie publică din care 39,78 % din stocul său este deținut de Walt Disney Company , 10 % de către Prințul saudit Alwaleed și 50,22 % de către alți acționari. Liderul principal la stațiunii este președintele Philippe Gas.
Complexul a fost un subiect de controverse în timpul perioadelor de negociere și de construcție la sfârșitul anilor 1980 și începutul anilor '90, când un număr de personalități franceze și-au exprimat opoziția lor, iar protestele au fost organizate de către sindicatele franceze și altele. Ca urmare a introducerii anunțată de UE a monedei care urmează să fie numită euro, complexul a fost redenumit de la Euro Disney Resort la Disneyland Paris în 1995. În luna iulie a acelui an, compania a văzut prima de profit trimestrial.
Al doilea parc tematic, Walt Disney Studios Park , a fost deschis publicului pe 16 martie 2002.
Cu 15.405.000 de vizitatori combinați de la stațiunile Disneyland Park și Walt Disney Studios Park, în anul fiscal 2009, stațiunea a devenit cel mai vizitat loc de vacanță din Franța și Europa.